# Haldenwanger Kopf
De Haldenwanger Kopf is een 2002 meter hoge berg in de deelstaat Beieren, Duitsland.

## Geografie
De Haldenwanger Kopf maakt deel uit van de Allgäuer Alpen. Ten westen van de berg bevindt zich de Großer Widderstein en ten noorden ligt de Geißhorn. Ten zuidoosten van de Haldenwanger Kopf ligt de Gehrner Berg.